# Antik grekisk religion

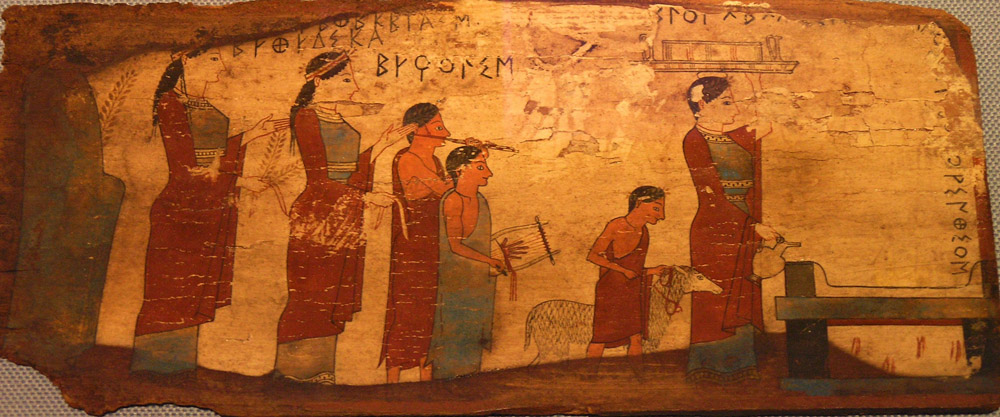
Framställning av ett djuroffer i Korinth från 500-talet f.Kr.

Antik grekisk religion omfattar den polyteistiska religion som praktiserades i antikens Grekland samt den kult och de ritualer som omgav vad som idag kallas den grekiska mytologin (för en beskrivning av de enskilda grekiska gudarna se vidare denna artikel).
Den grekiska religionen saknade helig skrift och fasta doktriner vilket gjorde att nya gudar utan svårigheter kunde introduceras och att varken hädelse eller religiösa schismer existerade. De grekiska gudarna var antropomorfa och framställs ofta i mänsklig gestalt. Det fanns flera typer av gudar, bland annat olympiska och ktoniska gudar, knutna till fruktbarheten och underjorden. Även heroer kunde vara föremål för dyrkan och omges av en egen kult. Till detta kan man lägga en stor grupp av lägre gudaväsen, daimones, förknippade med somliga abstraktioner.
Till gudarna skänkte man offer som i olika kulter antingen delades mellan tillbedjarna eller brändes. Den grekiska religionen innehöll också mysteriekulter, de mest kända var Eleusiskulten och Dionysoskulten.
Eftersom de religiösa sederna i Grekland varierade mellan olika orter och också förändrades med tiden kan man lika gärna tala om grekiska religioner. Den grekiska kulten praktiserades runt om i den hellenistiska världen, det vill säga i dagens Grekland, Mindre Asiens kust, Sicilien, södra Italien och i grekiska kolonier i västra Medelhavet som Massilia (dagens Marseille). Under hellenistisk tid infördes grekisk kult i Syrien och i Egyptens delta.

## Terminologi
Med begreppet "religion" förutsätts idag ofta en dimension bortom vår egen och en föreställning att gudarna kräver vördnad i utbyte mot frälsning. Eftersom grekerna saknade motsvarande begrepp kan det sägas vara missvisande att tala om "grekisk religion". Mot denna argumentation kan man hävda, att ordet "religion" (religio) ursprungligen inte är judiskt eller kristet, utan tillkom inom den fornromerska religionen. Ordets ursprungsmiljö har det gemensamt med den antika grekiska religionen, att den är en polyteistisk religion som inte handlar om "frälsning".
Visserligen användes begreppet theia med den bokstavliga betydelsen "som har med gudarna att göra" men med detta begrepp syftades aldrig på ett panteon sanktionerat av en religiös auktoritet. Inte heller föreställde man sig de gudar man syftade på som nödvändigtvis goda. Gudarna associerades snarare med kaos och eftersom närvaron av kaos var påtagligt betraktades gudarnas existens som given. Att fråga om någon "trodde" på en gud var därför meningslöst.
Med begreppet theous nomizein, relaterat till nomos med betydelsen "sed" eller "lag", syftade man på bara på att tillerkänna de gudar som var givna deras rättmätiga plats i den tillvaro man delade med dem och att tillfredsställa gudarna med gåvor och offer.
Dåtida grekiska ord som kan användas för att återge det svenska ordet "religion" är eusebia (ungefär "god fromhet") och theosebia (ungefär "fromhet gentemot gudomarna"). När den forngrekiska religionen ifrågasattes av kristna på 300-talet e.Kr., valde några av utövarna av den antika grekiska religionen att kalla den för hellenismos.

## Historia
Förmodligen härstammade den tidiga grekiska religionen från shamaniska traditioner med ursprung på stäpperna i Centralasien. Den grekiska religionen fick stort inflytande på etruskisk och romersk religion samt den tidiga kristendomen. Den grekiska religionen vilade på sina traditioner och bestod egentligen bara av lokala sedvänjor på hur gudarnas skulle äras. Dock utvecklades den och förändrades över en period på flera tusen år. Exempelvis omnämner inte Homeros Dionysos som därför antas vara en gud som importerats efter att Iliaden skrivits för att sedan bli en av de viktigaste gudarna.

## Gudavärld
De olika grekiska folken tillbad de tolv viktigaste gudarna (Zeus, Hera, Hestia, Poseidon, Apollon, Artemis, Afrodite, Ares, Hefaistos, Athena, Hermes och Demeter – med tiden även Dionysos) men dessa gudar kunde ha olika uppenbarelser på olika platser. Exempelvis Atens skyddsgudinna var Athena; i Sparta och Efesos dyrkades Artemis; i Korinth stod Afroditekulten i centrum; i Delfi och Delos vördades Apollon; och i Olympia Zeus.
I antikens Grekland fanns inte någon tydligt definierad gräns mellan människans värld och gudarnas. Gudar kunde ha kvinnor som älskarinnor och gudinnor kunde föda heroer, det vill säga halvgudar. Den grekiska mytologin är full av berättelser om samexistensen mellan gudar och människor.
Gudarnas mor, Meter Theon, var tidvis föremål för stor vördnad, och identifierades med antingen Rhea eller Theia. Under romersk tid identifierades hon även med den lydisk-frygiska modergudinnan Kybele. Somliga gudaväsen, som var viktiga för forntida grekers vardagsliv, var inte föremål för myter, vilket har fått eftervärlden att underskatta deras betydelse, vilket är fallet med Zeus Ktesios (en hushållsande förknippad med skafferier och lagerlokaler, ungefär motsvarande den skandinaviska tomten) och Agathodaimon (en skyddsgud som man mycket ofta offrade vin till i början av en måltid). Under romersk tid tillväxte tursamhetens gudinna, Tyche, i folklig popularitet, och konstverk från denna tid avbildar inte sällan evighets- och tidsguden Aion.
Grekisk religion var inte stillastående och oföränderlig. Under loppet av den klassiska tiden, hellenismen och romersk tid infogades kult av gudaväsen från andra delar av medelhavsvärlden, exempelvis den trakiska gudinnan Bendis, den ursprungligen hettitiska gudinnan Hipta (Dionysos amma), den frygiske månguden Men, den egyptiska gudinnan Isis och den grekisk-egyptiske guden Serapis. Grekerna var öppna för att deras egna gudomar kunde vara kända av andra folk under andra namn på respektive lands språk. Denna villighet till att kunna "översätta" gudaväsen, brukar kallas för Interpretatio Graece (se tabell), och det väckte förvåning bland det grekiska överklasskiktet i Syrien på 200- och 100-talet f.Kr., när judar inte var villiga att låta sin gud översättas till "Kronos", "Zeus" eller "Dionysos".
| Grekiska gudomar                          | Romerska gudomar         | Syriska gudomar                                                      | Egyptiska gudomar                                           |
| ----------------------------------------- | ------------------------ | -------------------------------------------------------------------- | ----------------------------------------------------------- |
| Zeus                                      | Jupiter                  | Baal Hadad eller Jahve (men se även Tyfon och Dionysos)              | Amon                                                        |
| Kronos                                    | Saturnus                 | El                                                                   | Geb                                                         |
| Rhea                                      | Magna Mater eller Ops    | Ashera                                                               | Nut                                                         |
| Hera                                      | Juno (men se även Dione) | -                                                                    | Mut eller Amunet                                            |
| Poseidon                                  | Neptunus                 | Yam                                                                  | -                                                           |
| Hades eller Pluton (men se även Dionysos) | Orcus eller Dis          | Mot                                                                  | -                                                           |
| Tyfon                                     | Typhoaeus                | Atar eller Jahve (men se även Zeus och Dionysos)                     | Set                                                         |
| Dione                                     | Juno (men se även Hera)  | Atargatis                                                            | -                                                           |
| Hestia                                    | Vesta                    | -                                                                    | -                                                           |
| Demeter                                   | Ceres                    | -                                                                    | Isis                                                        |
| Afrodite                                  | Venus                    | Qadesh eller Astarte (men se även Artemis och Persefone)             | Hathor eller Neftys                                         |
| Athena                                    | Minerva                  | Anat                                                                 | Neith (men se även Leto)                                    |
| Apollon                                   | Apollo                   | Reshef                                                               | Horus Aroueris eller Montu                                  |
| Artemis                                   | Diana                    | Astarte (men se även Afrodite och Persefone)                         | Wadjet (men se även Leto)                                   |
| Hermes                                    | Mercurius                | -                                                                    | Thot                                                        |
| Hefaistos                                 | Vulcanus                 | Khusor/Kothar wa Hasis                                               | Ptah eller Khnum                                            |
| Dionysos eller Pluton (men se även Hades) | Liber eller Bacchus      | Tammuz (men se även Adonis) eller Jahve (men se även Zeus och Tyfon) | Osiris                                                      |
| Herakles                                  | Hercules                 | Baal Melqart                                                         | Khonsu                                                      |
| Leto                                      | Latona                   | -                                                                    | Neith (men se även Athena) och Wadjet (men se även Artemis) |
| Persefone                                 | Proserpina eller Libera  | Astarte (men se även Afrodite och Artemis)                           | -                                                           |
| Helios                                    | Sol Indiges              | Shemesh                                                              | Ra                                                          |
| Selene                                    | Luna                     | Nikkal                                                               | -                                                           |
| Adonis                                    | -                        | Tammuz (men se även Dionysos)                                        | -                                                           |
| Pan                                       | Faunus eller Priapus     | -                                                                    | Min                                                         |

De grekiska filosoferna under senantiken infogade kosmopolitiskt gudaväsen från hela den klassiska världen i sin gudavärld, och filosofen Proklos är känd för att bland annat ha dyrkat den syropalestinske jordbruksguden Marnas vid sidan av de mera välkända grekiska gudomarna.

## Kultens uttryck
Grekiska städer hade en skyddsgud som ofta tillerkändes lokala epitet som beskrev gudens lokala natur. Större städer kunde kosta på sig flera tempel tillägnade olika gudar men seden att identifiera enskilda platser med bestämda gudar fortlevde genom hela antiken och när olika städer krigade med varandra relaterades kriget till konflikter mellan olika gudar. I till exempel Iliaden finns gott om exempel på detta.

### Tempel och prästerskap
Vem som helst kunde betrakta en plats som temenos, det vill säga en plats där man uppfattade närheten till gudarna som påtaglig och där man praktiserade nomizein, men andra behövde inte nödvändigtvis betrakta denna plats som helig.
Vid enskilda platser som vägskäl och skogspartier kunde gudar av mindre betydelse och rådare dyrkas. Utanför tempel uppfördes altare och hermer.
Eftersom ingen religiös auktoritet avgjorde gudarnas väsen eller privatkulten kring dem hade individer stor frihet att välja hur gudarna skulle beskrivas och dyrkas. Sättet att utföra stadsstaternas respektive offer följde däremot förfädernas sedvana, som utgjorde en förpliktigande norm. Ingen kunde utropa sig själv till präst. Uppdraget som präst (hiereus) eller prästinna (hiereiai) i den kommunala (eller statliga) kulten var ett tillfälligt förtroendeuppdrag, som politiker tilldelades under avgränsade mandatperioder, och det fanns – utanför mysteriereligionerna – inte något livsvaraktigt prästerligt uppdrag bland grekerna. Mysteriereligionerna skilde sig från den kommunala (eller statliga) kulten på denna punkt, och, när grekerna erfor att egypterna hade präster på livstid, förmodade de, inledningsvis felaktigt, att egyptisk religion var en mysteriereligion.

### Högtider
Varje stadsstat hade sin egen kalender med en egen uppsättning religiösa högtider. Med undantag för de olympiska spelen fanns det inte någon religiös högtid som firades av alla vid samma tillfälle. Greklands största stad, Aten, hade många sådana högtider. De tre största var Dionysosfesten, Athenaspelen och Eleusismysterierna. 
Dionysosfesten firades tidigt varje år. Festen var glad och livlig, och de som var med klädde ut sig till gudar, djur eller skogsväsen. 
Athenaspelen firades mitt i sommaren vart fjärde år. Den bestod av massor med olika idrottstävlingar och en offerceremoni till gudinnan Athenas ära.
På hösten stack tiotusentals människor från Athen ut i ett festtåg till Eleusis, en liten stad ungefär två mil väster om Aten. Där genomfördes olika ceremonier i gudinnan Demeters och hennes dotter Persefones ära. Det som hände i templet under festens höjdpunkt fick ingen avslöja. Det enda man vet är att de som deltog kände sig gladare och lättare till sinnes efter ceremonin. Mysterierna hade gett dem hoppet om ett bättre öde efter döden istället för att bara sväva runt som skuggor i underjorden.

### Offer och bön
Den grekiska bönen, euchē, inleddes av en åkallan av guden följt av ett utbyte eller en uppgörelse och avslutades med att en begäran framfördes.
Även i de grekiska hemmen ärades gudarna med altare och/eller statyer. Fadern hade ansvaret för familjens offer till gudarna men kvinnor hade egna religiösa riter.
Den vanligast förekommande sortens offer var dryckesoffret: Att vin, mjölk, honungsvatten, välling, öl, svavelblandat vatten eller någon annan vätska hälls från en bägare (krater) till en rituell tallrik (patera) eller direkt på marken. Gudaväsen förväntades skilja sig åt, gällande vilka vätskor de accepterade och vilka material kärlen borde vara tillverkade av, och det var förbjudet att offra fel slags vätska i fel slags kärl till somliga gudomar.
När handelskontakterna med östafrika, arabiska halvön och Indien fördjupades, fick grekerna tillgång till rökelse. Under klassisk tid, hellenistisk tid och romersk tid var rökelseoffer vanligt förekommande, och i de orfiska hymnerna föreskrevs vilken respektive rökelse som förknippades med något visst gudaväsen.
Djuroffer var ovanligare, och endast stadsstater och välbärgade människor kunde bekosta stora antal djuroffer. Enligt grekisk sed frambars djurens hud, fett och benknotor i ett brännoffer, medan de offrande själva åt upp det tillagade köttet.

### Orakel
En viktig del av kulten var att genom orakel försöka förutse framtiden. Stor betydelse för den grekiska religionen hade Apollons orakelhelgedom i Delfi. I templets inre stod omfalos, navelstenen, som ansågs vara världens mitt. Där fanns också Apollons orakelprästinna Pythia som talade i trans. Ur hennes tal ställde prästerna samman svar på de frågor som ställts till gudarna.

## Myter och filosofi
För grekerna var myterna ofta liktydigt med historien. Myterna uppfattades som en viktig del av grekernas identitet och sociala ordning. Detta syns tydligt i Iliaden och Odysséen. Förhållningssättet till myterna förändrades emellertid under loppet av den grekiska religionens historia, och under hellenistisk och romersk tid var det vanligt att uppfatta dem som allegoriska berättelser. Ett annat förhållningssätt, euhemerismen (uppkallad efter filosofen Euhemeros) sökte förklara de omoraliska handlingar gudaväsen begår i några myter, med att dessa myter inte handlar om gudomarna själva, utan om forntida människor, som kommit att associeras med gudomarna.
Inom det grekiska överklass-skiktet kom den intellektuella reflektionen över religionen med tiden att påverkas kraftigt av den grekiska filosofin.